# Paraphrynus macrops
Paraphrynus macrops är en spindeldjursart som först beskrevs av Pocock 1894.  Paraphrynus macrops ingår i släktet Paraphrynus och familjen Phrynidae. Inga underarter finns listade i Catalogue of Life.